# Enriquillo Lacus
L'Enriquillo Lacus è una struttura geologica della superficie di Titano.